# Holmtjärnen (Leksands socken, Dalarna)
Holmtjärnen är en sjö i Leksands kommun i Dalarna och ingår i Dalälvens huvudavrinningsområde.